# Tel Aviv Szuraszki Gyógyászati Központ
A Tel Aviv Szuraszki Gyógyászati Központ (héberül: המרכז הרפואי תל אביב ע"ש סוראסקי; közkeletű nevén Ichilov Kórház) a fő kórházkomplexum, amely az izraeli Tel Avivot és a nagyvárosi területét szolgálja,  és a második legnagyobb kórházi komplexum az országban. A komplexum 150 000 m2 területen terül el, és négy kórházat foglal magába: az Ichilov Általános Kórházat és az Ida Szuraszki Rehabilitációs Központot, a Lisz Szülőkórházat és a Dana Gyermekkórházat. A Tel Aviv Szuraszki Gyógyászati Központ igazgatója 2016 szeptemberéig prof. Gabriel Barbash. Helyére prof. Ronni Gamzu lépett.

## Története

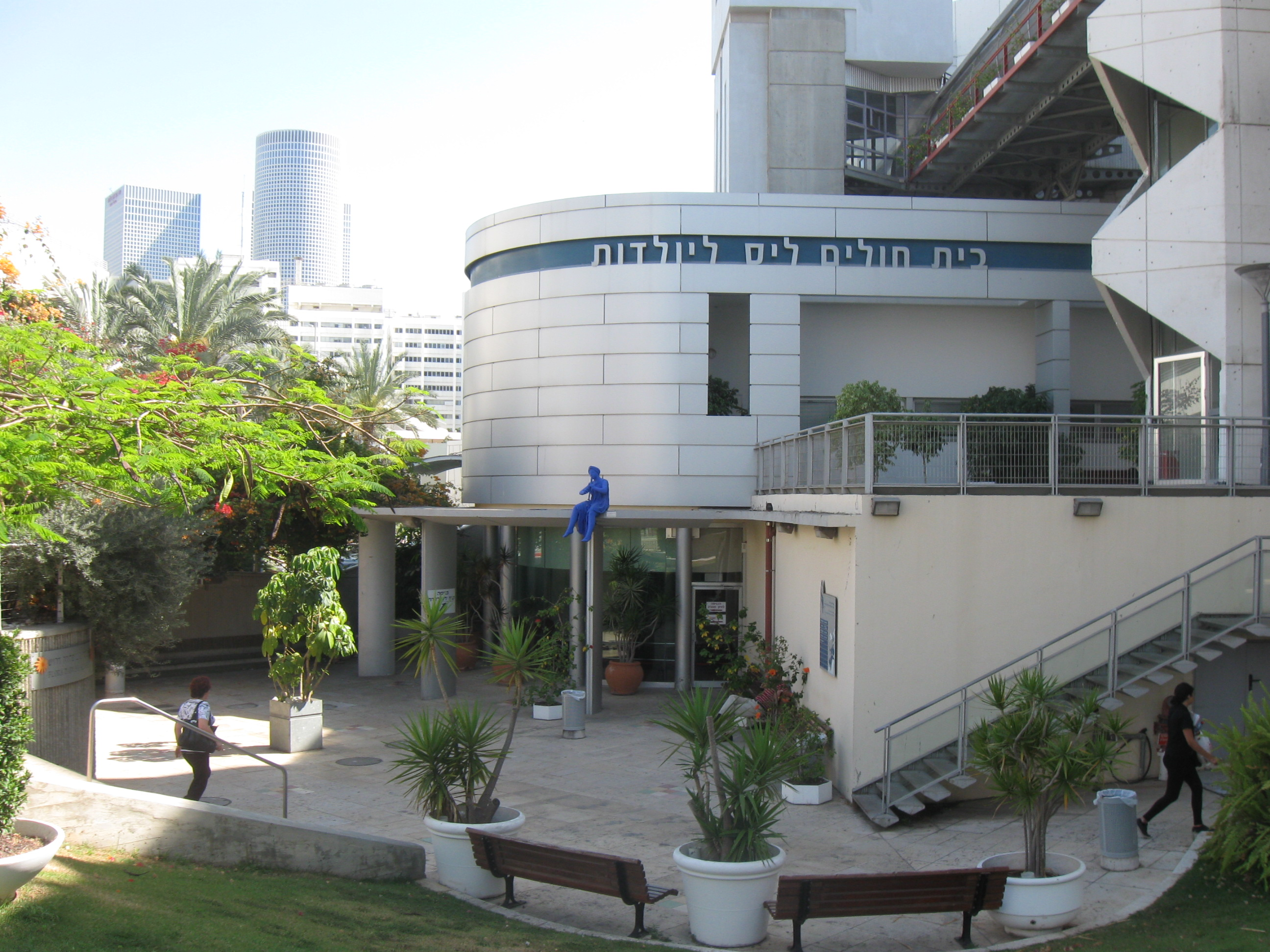
Lisz Szülészet

A kórházat eredetileg az Ichilov családról nevezték el. Az Ichilov Kórházat 1963-ban alapították egy épületből álló létesítményként, amelyet Arieh Saron építész tervezett. Tel Aviv Szuraszki Gyógyászati Központ néven átkeresztelve három kórházat foglal magába 150 000 négyzetméteren: az Ichilov Általános Kórházat és az Ida Sourasky Rehabilitációs Központot, a Lis Szülészetet és a Dana Gyermekkórházat. A központ oktatási és kutatási központként is működik, amely a Tel Aviv Egyetem Sackler Orvostudományi Karához és a Sheinborn Nursing Schoolhoz kapcsolódik.
Az Ichilov Kórház főépülete Ted Arison és Shari Arison adományaiból épült fel.
2011-ben egy 700-1000 ágyas bombabiztos sürgősségi létesítményt nyitottak. A 13 föld feletti és négy föld alatti szintes épület védelmet nyújt a hagyományos, vegyi és biológiai támadások ellen. Az építkezés 2008-ban kezdődött. Az épület költsége 110 millió dollár volt, Sammy Ofer izraeli milliárdos 45 millió dollárt adományozott. Az építész Arad Sharon volt, Arieh Sharon unokája, aki az eredeti létesítményt tervezte.

## Fordítás
Ez a szócikk részben vagy egészben  a   Tel Aviv Sourasky Medical Center című angol Wikipédia-szócikk ezen változatának fordításán alapul.  Az eredeti cikk szerkesztőit annak laptörténete sorolja fel. Ez a jelzés csupán a megfogalmazás eredetét és a szerzői jogokat jelzi, nem szolgál a cikkben szereplő információk forrásmegjelöléseként.